# WŁ10
WŁ10 (ros. ВЛ10) – seria szerokotorowych dwuczłonowych towarowych lokomotyw elektrycznych produkowanych od 1961 roku przez ponad 33 lata w ZSRR, później Rosji i Gruzji. Początkowo produkowane były zakładach TEWZ w Tbilisi, a od 1967 roku również w zakładach NEWZ w Nowoczerkasku. Oznaczenie lokomotywy pochodzi od inicjałów Włodzimierza Lenina.

## Historia
Wprowadzone do użytku w latach 50. lokomotywy WŁ8 nie spełniły oczekiwań kolei radzieckich z uwagi na niską moc, zbyt sztywne zawieszenie oraz duży poziom hałasu w kabinie. Ponadto, dążono do zunifikowania lokomotyw elektrycznych na prąd stały i przemienny. Z tego względu postanowiono opracować nowy typ lokomotywy dwuczłonowej pracującej na prąd stały, a zadanie to Ministerstwo Kolei powierzyło Tbiliskiej Fabryce Elektrowozów (TEWZ) im. W. Lenina w Tbilisi w ówczesnej Gruzińskiej Socjalistycznej Republice Radzieckiej. Naczelnym inżynierem biura konstrukcyjnego TEWZ był G. Czirakadze. Projekt, początkowo oznaczony T8 (Tbiliski, 8-osiowy), opracowano w 1960 roku.  Prototyp o oznaczeniu T8-001 został oddany do eksploatacji próbnej w 1961 roku.
Drugi egzemplarz lokomotywy T8-002 ukończono w 1962, a w 1963 roku oznaczenie zmieniono na WŁ10. W latach 1964-67 powstało 25 egzemplarzy, a dopiero od 1968 roku przystąpiono do produkcji wielkoseryjnej. W toku produkcji pierwszej serii wprowadzano daleko idące zmiany. W 1965 roku (od WŁ10-009) zunifikowano wózki z lokomotywami na prąd przemienny WŁ80K, a w 1967 roku (od WŁ10-021) wprowadzono nowe, zunifikowane z nimi pudło lokomotywy, dłuższe o 2400 mm od pierwszych egzemplarzy.
Od 1969 roku produkcję lokomotyw umieszczono także w Nowoczerkaskiej Fabryce Elektrowozów (NEWZ) w Nowoczerkasku, która od początku produkowała wózki, a od 1967 roku także pudła lokomotyw dla TEWZ (pudła pierwszych lokomotyw, do numeru 20, wyprodukowała Ługańska Fabryka Spalinowozów). Do 1976 roku NEWZ wyprodukowały 1100, a do 1977 roku TEWZ – 893 lokomotywy podstawowego modelu WŁ10, o numerach do WŁ10-1903. Zakłady te następnie przeszły na produkcję odmiany WŁ10U.

## Konstrukcja
Lokomotywa składa się z dwóch połączonych przegubowo członów. Każdy człon opiera się na dwóch dwuosiowych napędowych wózkach jezdnych wykonanych metodą spawania. Osie montowane są do wózków na łożyskach walcowych umieszczonych w maźnicach. Do amortyzacji zastosowano kombinację sprężyn śrubowych i sprężyn piórowych. Każdy wózek wyposażony jest w piasecznicę. Kabiny sterownicze umieszczone są na krańcach obydwu członów lokomotywy, są one oddzielone od maszynowni ekranami ciepło- i dźwiękochłonnymi.
Lokomotywa jest zasilana prądem stałym o napięciu 3000 V pobieranym z sieci napowietrznej poprzez odbierak prądu. Układ zasilania jest zbliżony do stosowanego w lokomotywie WL8. Osiem silników trakcyjnych jest umieszczone w wózkach, napędzają one osie jezdne poprzez dwukierunkowe, jednostopniowe przekładnie śrubowe. Silniki mogą być połączone szeregowo, szeregowo-równolegle lub równolegle.  W razie potrzeb mogą one pracować w osłabionym wzbudzeniu, ze współczynnikiem wzbudzenia 0,75; 0,55; 0,43; 0.36. Osprzęt elektryczny znajduje się za kabinami maszynistów po obydwu stronach przejścia biegnącego wzdłuż obydwu członów lokomotywy. Układ napędowy lokomotywy umożliwia hamowanie elektrodynamiczne z odzyskiwaniem energii do sieci trakcyjnej. Elementy elektryczne są zamykane kratami z siatki, które blokują się z chwilą podniesienia pantografu.

## Wersje
- WŁ10U (ВЛ10У) – od utiażelonnyj (утяжелённый) – wersja, której koła mają zwiększoną przyczepność do szyn, co przekłada się na większy uciąg. Dzięki temu lokomotywa może prowadzić cięższe składy. Łącznie wyprodukowano 979 sztuk.
- WŁ10K (ВЛ10К) – oznaczenie lokomotyw zmodernizowanych w Czelabińskich Zakładach Remontowych Lokomotyw Elektrycznych. Modernizacja polegała na umożliwieniu pracy w systemie sterowania wielokrotnego przy użyciu 2, 3 lub 4 członów lokomotywy.
- WŁ10N (ВЛ10Н) – wersja bez hamulca rekuperacyjnego produkowana dla kolei przemysłowej w Norylsku, wyprodukowano 10 sztuk.
- WŁ10-777 – wykonana przez Czelabińskie Zakłady Remontowe Lokomotyw Elektrycznych przeróbka lokomotywy na potrzeby Zarządu Kolei Rosyjskich. Polegała ona na umieszczeniu w miejscu maszynowni drugiego członu lokomotywy pomieszczeń mieszkalnych dla Zarządu, na czas dokonywanych inspekcji terenowych. Najbardziej widoczną różnicą były duże okna z wagonów pasażerskich w drugim członie lokomotywy. Lokomotywa mogła również prowadzić składy, lecz o odpowiednio mniejszej masie.
- 4Je10 (4Е10) – produkowany w zakładach w Tbilisi jednoczłonowy wariant lokomotywy WŁ10, łącznie wyprodukowano 15 egzemplarzy.

W oparciu o konstrukcję lokomotywy WŁ10 (jak również WŁ11) w zakładach NEWZ zaprojektowano i zbudowano serie 50 sztuk normalnotorowych lokomotyw elektrycznych ET42 dla PKP.

## Eksploatacja

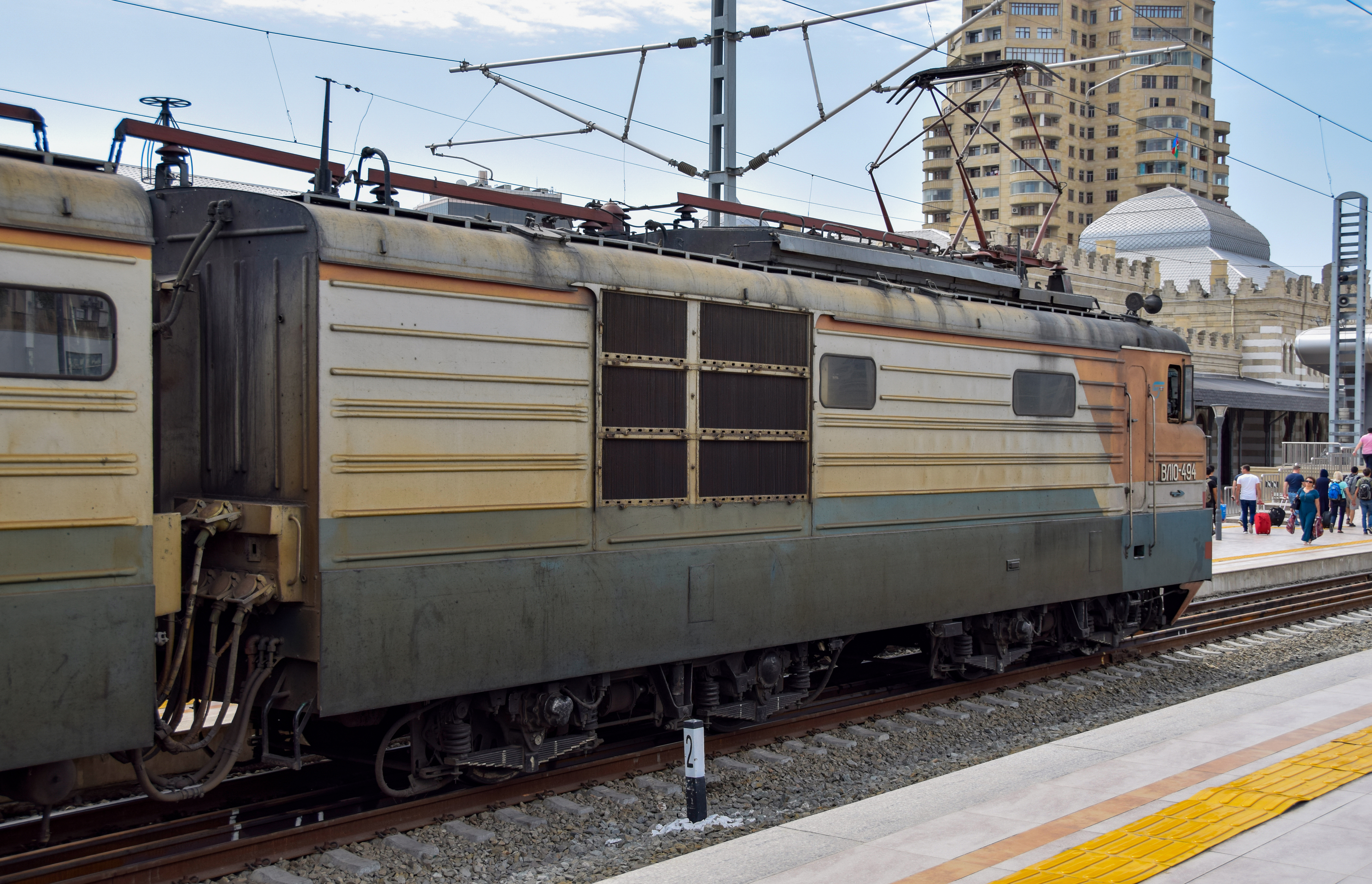
Azerbejdżański WŁ10

Użytkownicy lokomotyw WŁ10:
- Rosja – Koleje Rosyjskie
- Ukraina – Ukrzaliznycia
- Armenia
- Gruzja
- Azerbejdżan

## Galeria

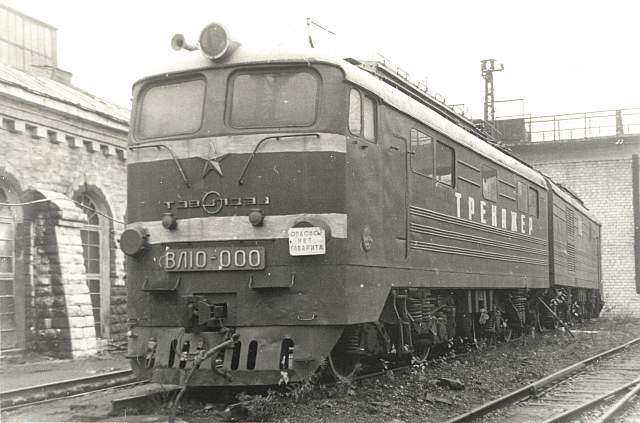
Jeden z pierwszych egzemplarzy lokomotywy, nr 007
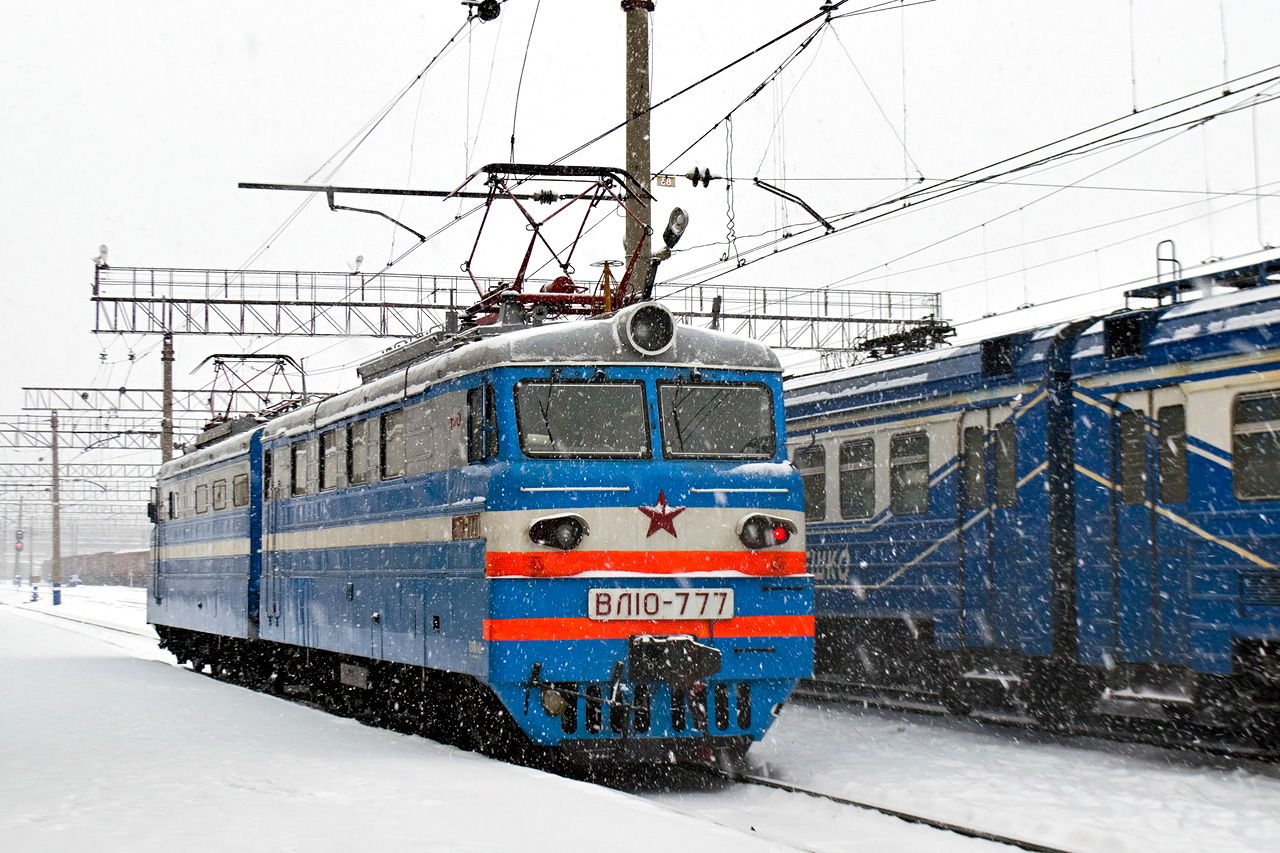
Lokomotywa WŁ10-777
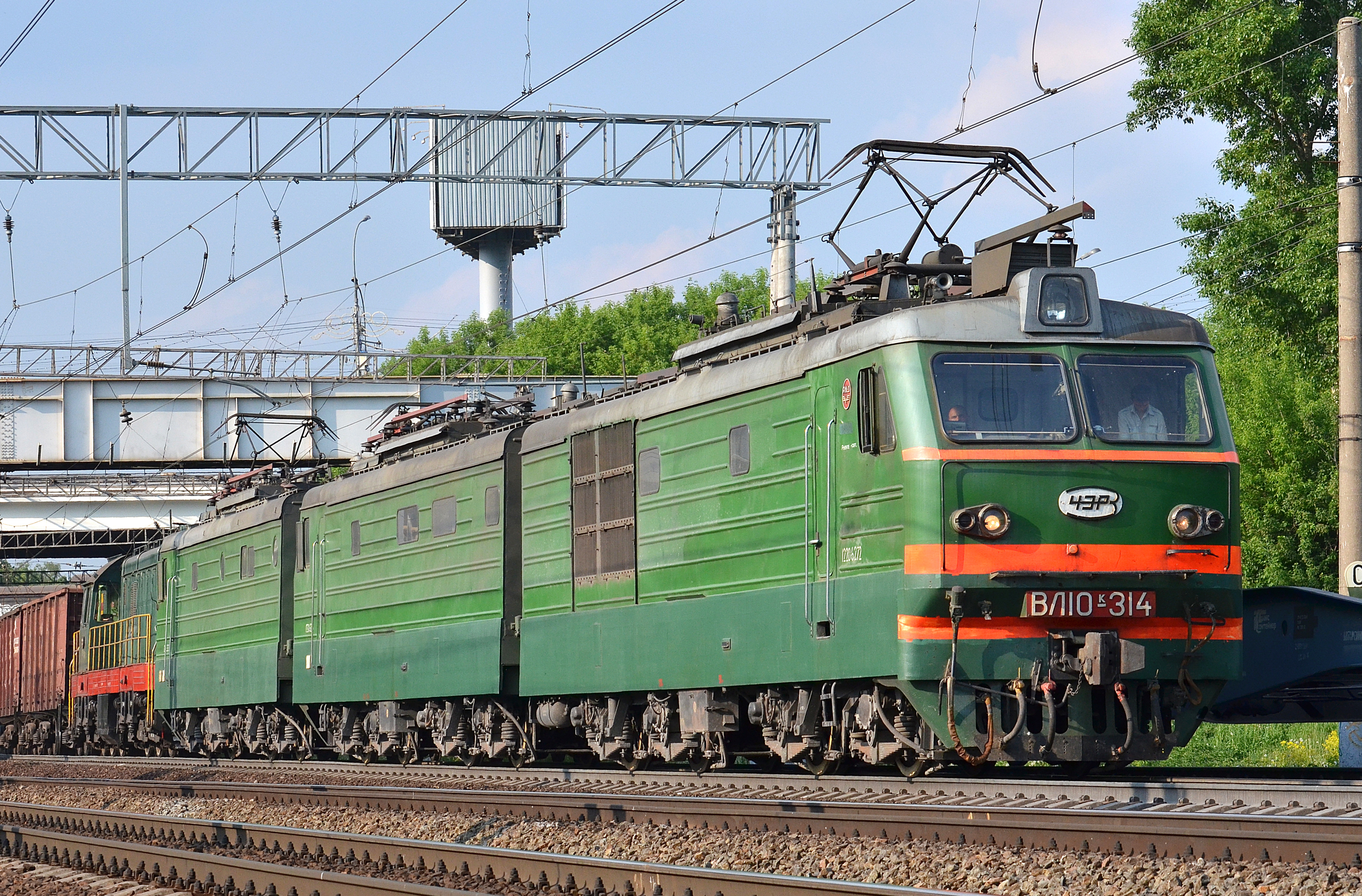
Lokomotywa WŁ10K zestawiona w trzy sekcje
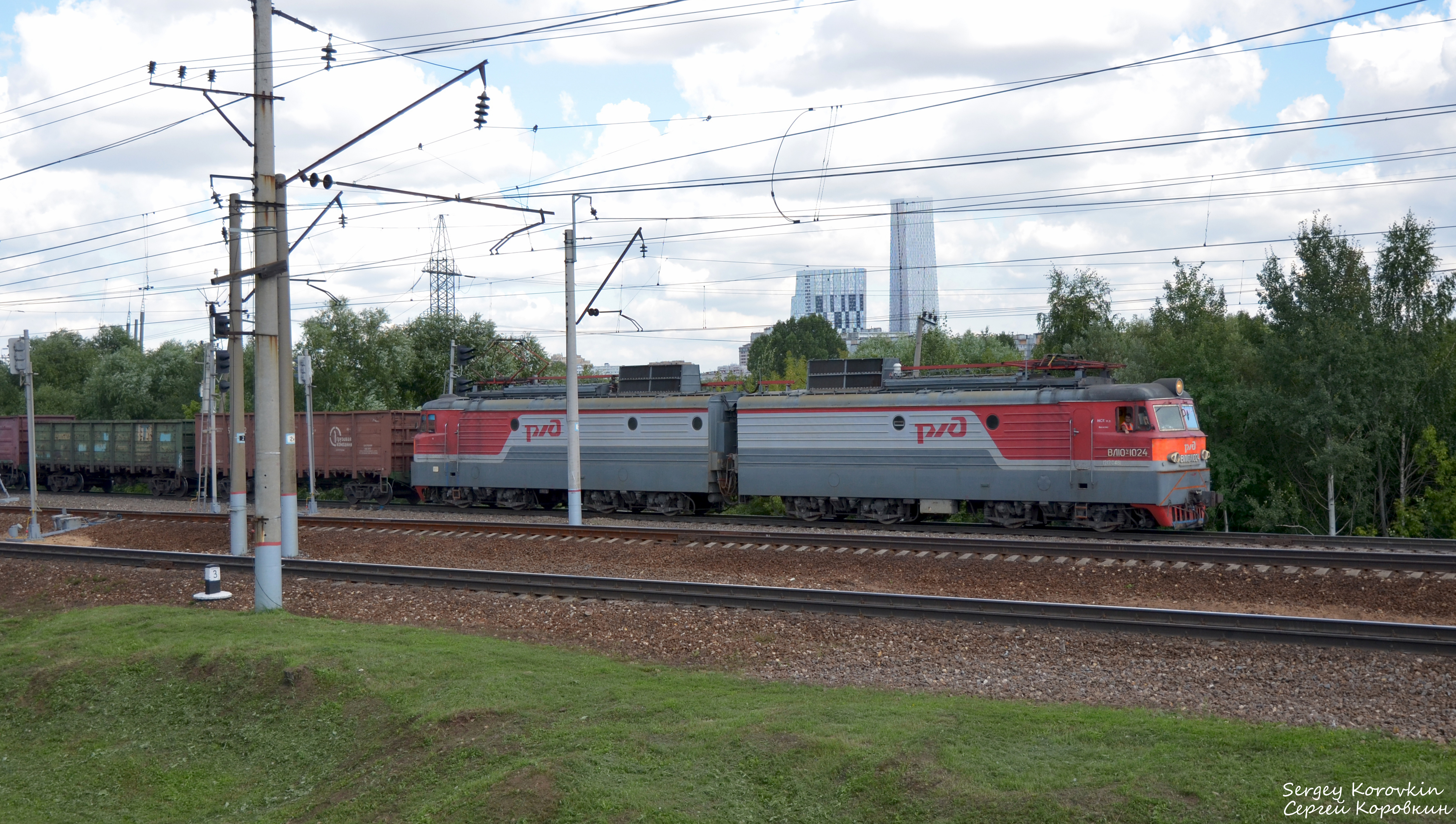
Lokomotywa WŁ10U we współczesnym malowaniu
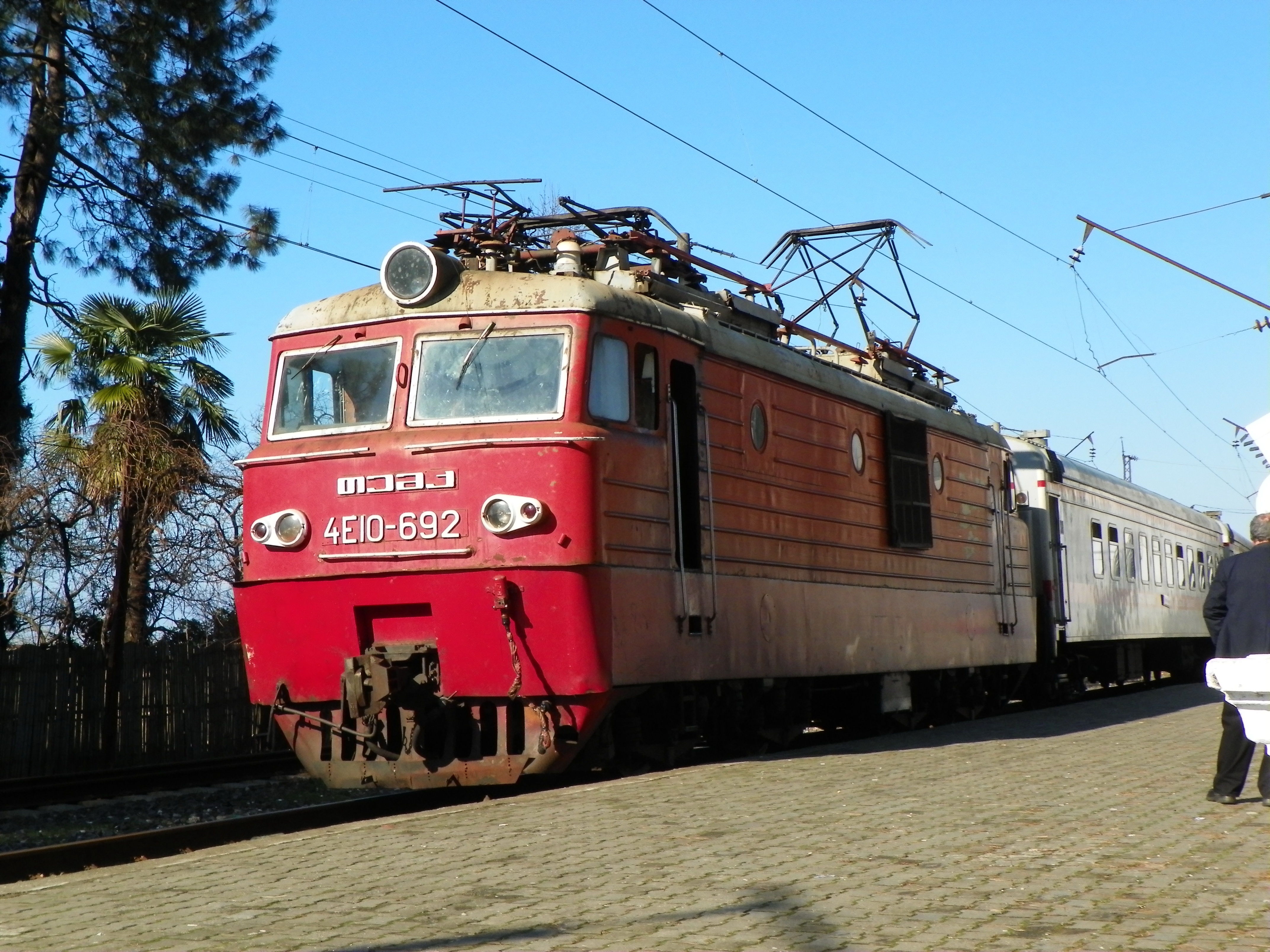
Lokomotywa 4E10 – jednoczłonowy wariant WŁ10
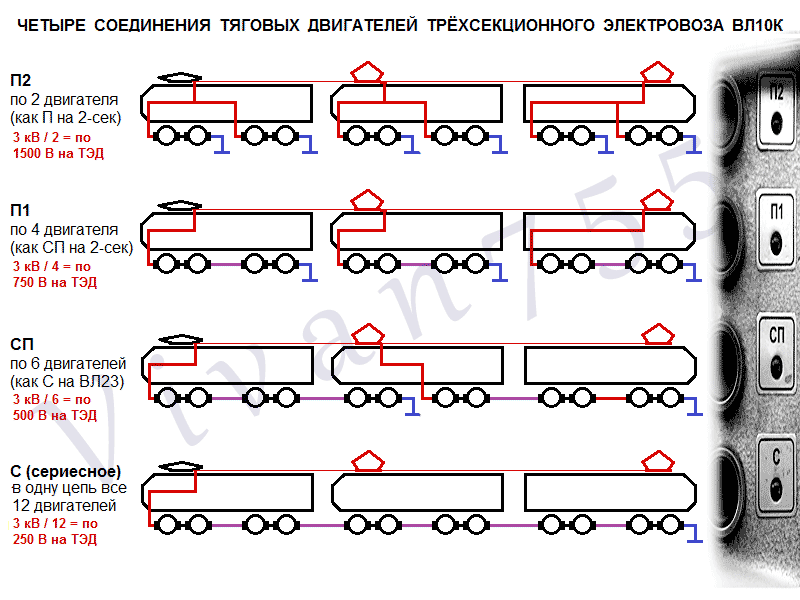
Cztery warianty połączeń w lokomotywie WŁ10K